# C’est la faute à Rosalie
C’est la faute à Rosalie ist eine französische Stummfilmkomödie von Roméo Bosetti aus dem Jahr 1912.

## Handlung
Rosalie ist die Haushälterin der wohlhabenden Familie Dugratin. Ihr Cousin Mathurin kündigt brieflich einen Besuch an und so hält Rosalie einen Einbrecher im Haus prompt für Mathurin und begrüßt ihn überschwänglich. Eine Flucht misslingt und der Einbrecher muss daher unfreiwillig im Haus der Dugratins bleiben. Erst nachts gelingt ihm mit seinem Diebesgut die Flucht.
Der echte Mathurin erscheint mitten in der Nacht bei den Dugratins und wird wiederum für einen Einbrecher gehalten. Am Ende wird Rosalie für das verursachte Chaos verantwortlich gemacht und mit Mathurin aus der Wohnung geworfen.

## Produktion
C’est la faute à Rosalie war Teil der populären Rosalie-Reihe, die ab 1911 bei Pathé Comica in Nizza entstand und mehr als 30 Kurzfilme umfasste. Die Hauptrolle der Rosalie, im deutschen Sprachraum vereinzelt auch „Emma“ genannt, verkörperte Sarah Duhamel, die als eine der ersten Filmkomikerinnen Frankreichs gilt. Der Film wurde am 19. Juli 1912 uraufgeführt.
C’est la faute à Rosalie ist in einer 134 Meter langen Kopie im Nederlands Filmmuseum in Amsterdam erhalten. Die Originallänge des Films betrug 145 Meter.